# 아카쓰키가쿠엔마에역
아카쓰키가쿠엔마에역(일본어: 暁学園前駅)은 일본 미에현 욧카이치시에 위치한 산기 철도 산기선의 철도역이다. 단선 승강장 1면 1선의 구조를 갖춘 지상역이다.

## 이용 현황
| 연도 | 1일 평균 승하차 인원 |
| ---- | -------------------- |
| 1997 | 1,984                |
| 1998 | 1,995                |
| 1999 | 1,949                |
| 2000 | 2,009                |
| 2001 | 1,997                |
| 2002 | 1,913                |
| 2003 | 1,842                |
| 2004 | 1,794                |
| 2005 | 1,810                |
| 2006 | 1,723                |
| 2007 | 1,749                |
| 2008 | 1,822                |
| 2009 | 1,833                |
| 2010 | 1,749                |
| 2011 | 1,784                |
| 2012 | 1,804                |
| 2013 | 1,789                |
| 2014 | 1,711                |
| 2015 | 1,682                |
| 2016 | 1,607                |

## 역 주변
- 히가시메이한 자동차도 욧카이치히가시 나들목
- 미에현도 제64호선
- 미에현도 제620호선
- 아카쓰키 중 · 고등학교
- 욧카이치 대학 · 욧카이치 간호 의료 대학
- 이자카 댐

## 역사
- 1931년 7월 23일 : 가요역으로서 개업.
- 1965년 8월 21일 : 아카쓰키 학원이 가요 성터로 본부 이전하는 것에 맞춰서, 아카쓰키가쿠엔마에역으로 개칭.
- 1988년 3월 30일 : 신 역사 사용개시.

## 화랑

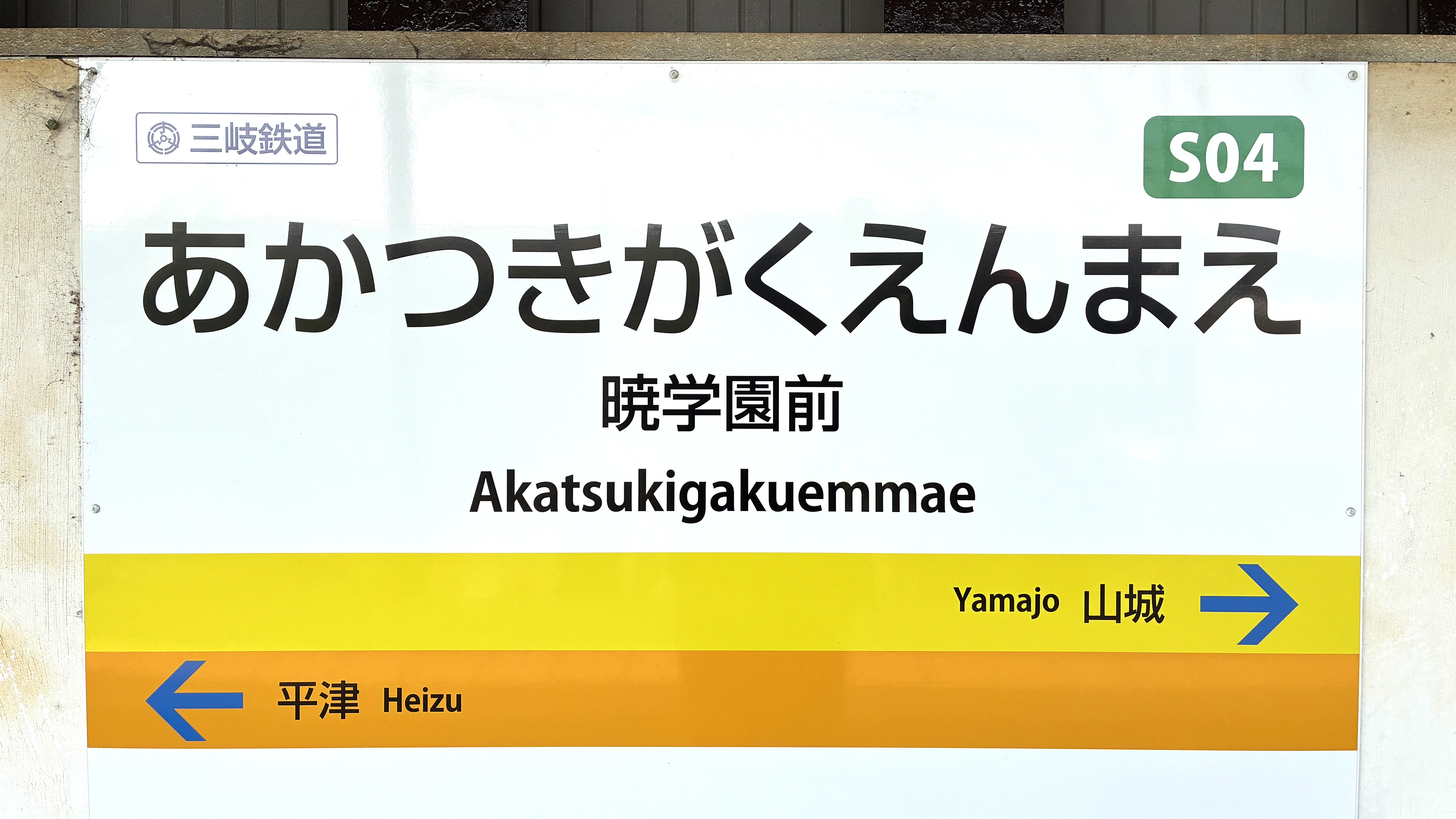
역명판(2025년 4월)

## 인접 역
| 산기 철도 산기선             | 산기 철도 산기선 | 산기 철도 산기선             |
| ---------------------------- | ---------------- | ---------------------------- |
| S03 헤이즈 긴테쓰토미다 방면 | ■ 산기선         | 야마조 S05 니시후지와라 방면 |